# 399
399 (CCCXCIX) var ett normalår som började en lördag i den julianska kalendern.

## Händelser

### November
- 27 november – Sedan Siricius har avlidit dagen före väljs Anastasius I till påve.[1]

### Okänt datum
- Slutet av året – Anastasius försöker nå samförstånd mellan kyrkorna i Rom och Antiochia.
- Flavian I erkänns av kyrkan i Rom som legitim biskop av Antiochia.
- Anastasius och andra biskopar fördömer Origenes doktrin.
- Flavius Mallius Theodorus blir konsul i Rom.
- Gladiatorskolor i Rom stängs.
- I allians med dessertörer från Tribigild vid Bosporen ödelägger den gotiske ledaren Gainas områden utanför Konstantinopel.
- Yazdegerd I blir kung av Persien.
- Den kinesiske buddhistmunken Fa-Hien reser till Indien.

## Födda
- 19 januari – Pulcheria, östromersk kejsarinna (död 453)

## Avlidna
- 26 november – Siricius, påve sedan 384
- Bahram IV, kung av Persien
- Eutropius, östromersk tjänsteman
- Yuan Shansong, kinesisk poet